# Bloch MB.162
Bloch MB.162 B5 byl francouzský pětimístný čtyřmotorový bombardér dlouhého doletu, který byl vyvinut společností Société des avions Marcel Bloch na konci 30. let 20. století. Byl vyroben pouze jediný prototyp, který byl ukořistěn německou armádou. Letoun byl posléze zařazen do služeb Luftwaffe jako transportní letoun. Dalším vývojem byl na základě tohoto letounu po 2. světové válce vyráběn letoun SNCASE 161 Languedoc.

## Vývoj
Letoun byl vyvinut z rychlého civilního dopravního letounu dlouhého doletu MB.160 pro 12 cestujících. Původní řadové motory Hispano Suiza 12Xirs byly v další fázi vývoje nahrazeny dvouhvězdicovými Gnome-Rhône 14N a jednoduché ocasní plochy dvojitými.
Letoun MB.162 byl původně vyvíjen jako poštovní letadlo. Prototyp bombardéru MB.162 01 poprvé vzlétnul 1. června 1940, avšak následně byl ukořistěn německou armádou v Bordeaux na letišti Mérignac. Ve zkouškách prototypu se pak pokračovalo do roku 1942. Pokud by letoun MB.162 vstoupil do sériové výroby v roce 1941, jak bylo původně plánováno, stal by se dobrým a rychlým francouzským těžkým bombardérem, který by mohl být srovnáván s letounem B-17, ten však byl pomalejší, ale zato mnohem lépe vyzbrojený.

## Operační historie
Letoun MB.162 nepodnikl ani jediný bombardovací operační let, a ani sériová verze MB.162 B.5 se nikdy nedostala do výroby. Prototyp byl používán německou Luftwaffe u jednotky Kampfgeschwader 200 jako transportní letoun pro tajné operace v letech 1943–1944.

## Varianty
MB.160
Prototypy civilních dopravních letadel. Postaveny 3 stroje.
MB.162 Raid
Plánovaná poštovní verze letounu MB.160.
MB.162.01
Prototyp těžkého bombardéru. Postaven 1 letoun.
MB.162 B.5
Plánovaná sériová verze bombardéru. Nebyl postaven ani jeden letoun.
SNCASE Languedoc
Poválečný dopravní letoun vyvinutý z typu MB.160.

## Specifikace (MB.162 B5)
Technické údaje pocházejí z publikace „War Planes of the Second World War: Volume Seven“.

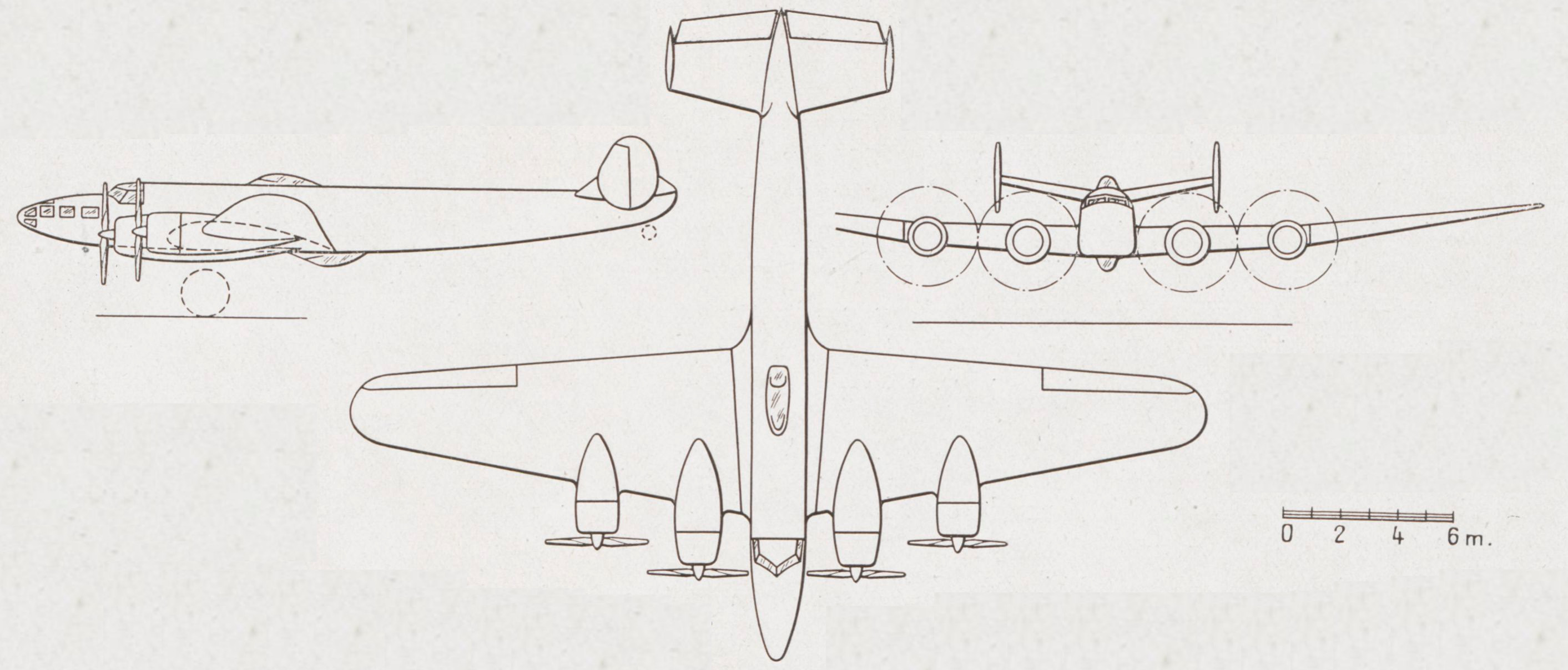
Bloch MB.162 B5

### Technické údaje
- Posádka: 5
- Rozpětí: 28,10 m
- Délka: 21,91 m
- Výška: 3,76 m
- Nosná plocha: 109 m²
- Plošné zatížení: 175 kg/m²
- Prázdná hmotnost: 11 890 kg
- Vzletová hmotnost: 19 040 kg
- Pohonná jednotka: 4× dvouhvězdicový motor Gnome-Rhône 14N-48/49
- Výkon pohonné jednotky: 1 100 k (821 kW)

### Výkony
- Cestovní rychlost: ? km/h ve výšce ? m
- Maximální rychlost: 551 km/h (342 mph) ve výšce 5 500 m (18 000 stop)
- Dolet: 2 399 km
- Dostup: 9 000 m (29 530 stop)
- Výstup do 2 000 m (6 560 stop): 5 min 48 s
- Výstup do 5 000 m (16 400 stop): 18 min
- Poměr výkon/hmotnost: 0,17 kW/kg

### Výzbroj
- 2× kulomet MAC 1934 ráže 7,5 mm na nose a břiše letounu
- 2× letecký kanón Hispano-Suiza HS.404 ráže 20 mm na hřbetě a břiše letounu
- 3 600 kg bomb

## Uživatelé
Nacistické Německo
- Luftwaffe

#### Související vývoj
- Bloch MB.220
- SNCASE Languedoc